# روابط (فیلم ۲۰۲۰)
روابط (انگلیسی: The Ties) فیلم عاشقانه به کارگردانی دانیله لوکتی است. داستان این فیلم در شهر ناپل می‌گذرد و اوایل دهه ۱۹۸۰ را تصویر می‌کند. با اقتباس از رمان دومینیکو استارونه که سال ۲۰۱۷ منتشر شد شکل گرفته و دربارهٔ ازدواجی است که در خطر قرار گرفته‌است. این فیلم به عنوان فیلم افتتاحیه هفتاد و هفتمین دوره جشنواره ونیز انتخاب شد.